# Noël Segers
Noël Segers (Ninove, 21 december 1959) is een Belgisch voormalig wielrenner. Hij reed voor onder meer Boule d'Or, Lotto-Merckx, Transvemij en Buckler.

## Carrière
Noël Segers won in 1982 de Ronde van Vlaanderen bij de beloften. Bij de profs zou Segers een etappe winnen in de Dauphiné Liberé, de Catalaanse Week en de Driedaagse van De Panne. In 1988 werd hij tweede in Kuurne-Brussel-Kuurne, op een halve minuut van de winnaar, Hendrik Redant.
Noël Segers is de oom van wielrenner Sven Nevens en zwager van oud-wielrenners Jan Nevens en Francis De Ridder.

## Belangrijkste overwinningen
1980
- GP Waregem

1982
- Ronde van Vlaanderen (Beloften)

1983
- 3e etappe Driedaagse van De Panne

1984
- 7e etappe Ronde van Zweden

1985
- 1e etappe Critérium du Dauphiné Libéré

1987
- 4e etappe Catalaanse Week

1989
- GP Wielerrevue

1990
- Ronde van Keulen

## Resultaten in voornaamste wedstrijden
| Jaar | Ronde van Italië | Ronde van Frankrijk | Ronde van Spanje |
| ---- | ---------------- | ------------------- | ---------------- |
| 1983 |                  | opgave              |                  |
| 1984 |                  |                     |                  |
| 1985 |                  | 120e                |                  |
| 1986 |                  |                     |                  |
| 1987 |                  |                     |                  |
| 1988 |                  |                     |                  |
| 1989 |                  | opgave              |                  |
| 1990 |                  |                     |                  |
| 1991 |                  |                     |                  |
| 1992 |                  | opgave              |                  |

| Jaar | Milaan-San Remo | Gent-Wevelgem | Ronde van Vlaanderen | Parijs-Roubaix | Amstel Gold Race | Luik-Bast.‑Luik | Kuurne-Brussel-Kuurne | Brabantse Pijl |
| ---- | --------------- | ------------- | -------------------- | -------------- | ---------------- | --------------- | --------------------- | -------------- |
| 1983 |                 | 47e           | 20e                  |                |                  |                 |                       |                |
| 1984 |                 | 82e           | 39e                  |                |                  |                 |                       |                |
| 1985 |                 |               | 4e                   |                | 12e              | 41e             |                       |                |
| 1986 |                 |               | 15e                  | 15e            |                  |                 |                       |                |
| 1987 | 151e            | 29e           | 25e                  | 23e            |                  |                 |                       | 5e             |
| 1988 |                 | 78e           | 75e                  | 20e            | 29e              |                 | Zilver                |                |
| 1989 |                 | 66e           | 46e                  |                |                  |                 | 7e                    |                |
| 1990 |                 | 68e           | 66e                  |                | 43e              |                 | 9e                    | Brons          |
| 1991 |                 | 92e           |                      | 72e            |                  |                 |                       |                |
| 1992 | 202e            | 82e           |                      |                |                  |                 |                       |                |